# Малагский музей

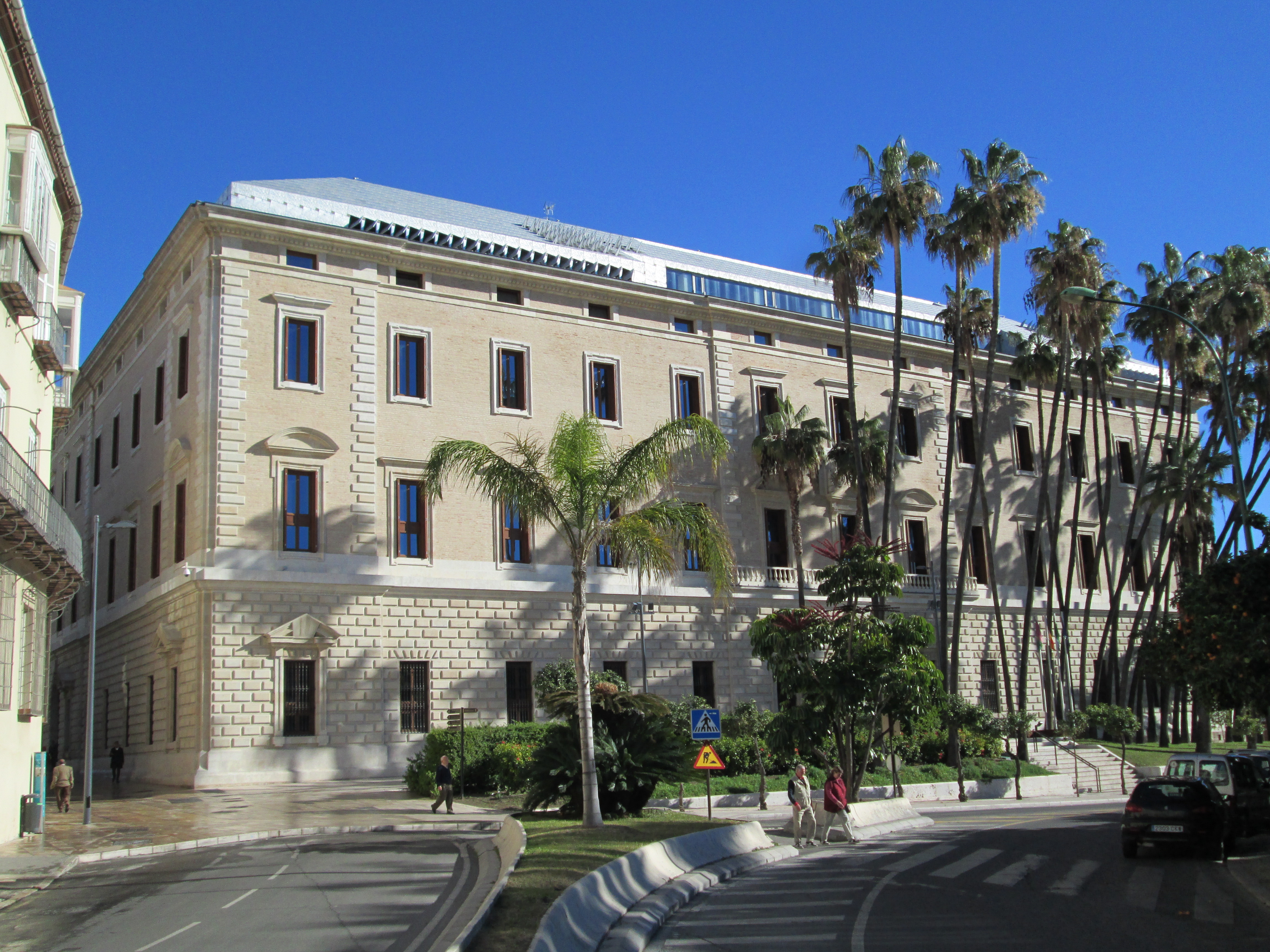
Дворец Адуана, где размещается Малагский музей

Малагский музей (исп. Museo de Málaga) — художественный и археологический музей в Малаге. Появился в результате объединения двух провинциальных музеев — музея изящных искусств и археологического музея. Музейное учреждение по-прежнему сохраняет два отдела — художественный и археологический. Фонд художественного отдела Малагского музея насчитывает более двух тысяч предметов, археологического — более 15 тысяч.
История малагского собрания художественных ценностей началась в 1913 году с королевского указа о создании провинциальных музеев изящных искусств. Это начинание было поддержано Малагской королевской академией изящных искусств Сан-Тельмо, и местный провинциальный музей изящных искусств, учреждённый 3 февраля 1915 года, открыл свою временную экспозицию 17 августа 1916 года. Музей сменил много мест, в том числе размещался во дворце Буэнависта, нынешнем здании Малагского музея Пикассо, пока не обрёл опять же временное пристанище в малагском дворце Адуана. В художественной коллекции Малагского музея собраны работы Хосе Аранда Хименеса, Луиса де Моралеса, Луки Джордано, Бартоломео Эстебана Мурильо, Антонио дель Кастильо, Алонсо Кано, Педро де Мены, Хусепе Риберы, Франсиско Сурбарана, Диего Веласкеса, Франсиско Гойи, Федерико Мадрасо, Рамона Касаса, Хосе Морено Карбонеро, Энрике Симоне, Хоакина Сорольи, Леона Бонны, Франца Марка и Пабло Пикассо.
В основу коллекции археологического отдела Малагского музея легли фонды музея маркиза Каса-Лоринга и археологические находки, хранившиеся в музее изящных искусств. Некоторое время археологическая коллекция экспонировалась в стенах малагской крепости-алькасабы.